# Seznam letal VTOL
Seznam letal VTOL.

## A
- Augusta-Westland Erica (tiltwing)
- AV-8 Harrier II

## B
- BA609 (tiltrotor)
- BAE Sea Harrier
- Bell Eagle Eye (tiltrotor)
- Bell V-22 Osprey (Bell-Boeing V-22 Osprey) (tiltrotor)
- Bell X-14
- Bell XV-15 (tiltrotor)
- Bell/Agusta BA609
- Boeing-Vertol VZ-2 (tiltwing)
- Boeing X-50

## C
- Canadair CL-84 Dynavert (tiltwing)
- CarterCopter
- Convair XFY-1 Pogostick (tailsitter)

## F
- F-35 Joint Strike Fighter
- Fairey Rotodyne
- Focke-Wulf Triebfluegeljaeger (tailsitter)

## H
- Hawker P.1127
- Hawker Siddeley Harrier
- Hawker Siddeley Kestrel
- Hiller X-18 (tiltwing)
- Hiller-Vought XC-142A (tiltwing)

## J
- Jakovljev Jak-141
- Jakovljev Jak-36
- Jakovlev Jak-38
- Junkers EF 009

## K
- Kamov Ka-22

## L
- LLRV
- Lockheed XFV-1 Pogo (tailsitter)

## M
- Moller Skycar

## R
- RAF Harrier II
- Rolls-Royce Thrust Measuring Rig

## S
- Sikorsky X-Wing
- SoloTrek XFV

## T
- Trek Aerospace Dragonfly

## W
- Williams X-Jet

## X
- X-13 Vertijet (tailsitter)